# Porte du Maroc
La porte du Maroc(vietnamien : Cổng Maroc tại Ba Vì) ou Bab Al Maghariba (et parfois porte Immortelle ou Permanente) est une porte à Tan Linh, district de Ba Vi, Hanoï. Elle est un legs des déserteurs marocains du  corps expéditionnaire français en Extrême-Orient (CEFEO)  qui rejoignirent les Việt Minh durant la guerre d’Indochine entre 1947 et 1954

## Histoire et description
Construite entre 1956 et 1963 (et d'abord baptisée porte Afrique-Europe) à l’initiative d’Anh Ma - le nom vietnamien de Mohamed Ben Omar Lahrech ou Hamed Benomar Lahrach, (1914-1971), un Marocain qui adhéra au parti communiste vietnamien.
La porte du Maroc est composée de trois voûtes supportées par quatre grandes colonnes, en référence à l’architecture marocaine, et elle « comporte des éléments bien connus de l’architecture traditionnelle arabo-musulmane : arcs brisés et décoratifs, motifs arabes, muqarnas (petites niches), petits crénelés, etc. Elle est un peu une réplique plus modeste de la porte Bab Al Mansour à Meknès ou encore la porte Bab Boujloud à Fès »
Après la bataille de Diên Biên Phu, Hô Chi Minh créa la ferme étatique Vietnam-Afrique qui accueillit quelque 300 soldats européens et africains ayant capitulé, dont les Marocains. Ils participèrent aux travaux d’agriculture et d’élevage. Plusieurs épousèrent une Vietnamienne et fondèrent une famille. 
En 1965, ils furent déplacés dans un autre village près de Yên Bai à 160 km au nord de Hanoi, et les derniers travailleurs partirent en 1972, quand le gouvernement marocain permit le retour au Maroc d’environ 70 combattants, avec leurs épouses vietnamiennes et leurs enfants
La porte a été restaurée en 2018